# Turbina

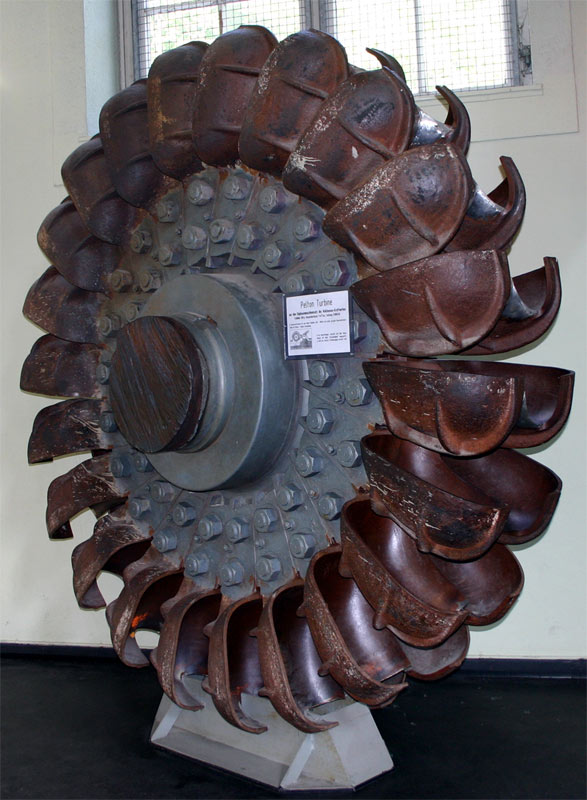
Girante di una turbina Pelton per centrali idroelettriche

Una turbina (dal latino turbo, vortice, dal greco τύρβη, tyrbē, "turbolenza"), è una turbomacchina motrice idonea a raccogliere l'energia cinetica e l'entalpia di un fluido e a trasformarla in energia meccanica.

## Teoria e caratteristiche operative
Il tipo più semplice di turbina prevede un complesso chiamato stadio, formato da una parte fissa, detta distributore o statore, ed una parte mobile, girante o rotore. Il fluido in movimento agisce sulla palettatura della parte rotorica, mettendola in rotazione e quindi cedendo energia meccanica al rotore.
I primi esempi di turbina furono i mulini a vento e le ruote idrauliche.
Una turbomacchina che viceversa cede lavoro al flusso viene detta compressore se il fluido elaborato è un gas o pompa se il fluido elaborato è un liquido.
Quasi tutti i tipi di turbina hanno inoltre una cassa, detta anche parte statorica o voluta, attorno alla parte rotorica che ha il compito di indirizzare e controllare il flusso. Tale parte può variare molto a seconda delle applicazioni o delle condizioni del flusso.
L'energia del fluido viene resa disponibile grazie alla rotazione dell'albero della turbina. Questa energia cinetica è calcolabile con la formula matematica {\displaystyle e={\frac {mv^{2}}{2}}}, dove m è la massa di liquido che batte sulla turbina e v la relativa velocità. Nella formula si inserisce la componente normale della velocità finale in un punto prossimo alla turbina; la componente tangenziale non produce lavoro meccanico né energia. 
Nel caso di turbine idrauliche, l'acqua subisce un incremento di velocità nel passaggio lungo la condotta, che ai fini del calcolo è un piano inclinato che separa il bacino dalla turbina. La velocità iniziale del liquido in uscita dal bacino superiore è calcolabile con la legge di Torricelli. La velocità di fine corsa del fluido, con cui batte sulla turbina, è pari a
{\displaystyle v={\sqrt {2al}}={\sqrt {2gl\,\mathrm {sen} \theta }}}
dove l è la lunghezza della condotta forzata, e θ è l'angolo di incidenza fra la condotta forzata e la turbina. La velocità è calcolata con la formula che serve per descrivere il moto di un oggetto lungo un piano inclinato.
L'energia cinetica del corpo può essere quindi espressa come:
{\displaystyle e={\frac {mv^{2}}{2}}={\frac {m{\sqrt {2al}}^{2}}{2}}=mal.}
Il fluido possiede un'energia potenziale che durante la caduta viene convertita quasi interamente in energia cinetica di rotazione (per il principio di conservazione dell'energia): la piccola differenza è dovuta agli attriti viscosi del liquido nelle condotte. La stessa quantità è anche il lavoro utile del fluido: il fluido si muove lungo la condotta con una forza pari a mgsenθ, spostandosi di l metri. Il lavoro utile è massimo per θ = 90°, vale a dire se il fluido potesse cadere verticalmente.
Per riportare il fluido alla cima del piano inclinato e ripetere la caduta, è necessario vincere la forza peso del fluido con una forza di mg per un'altezza pari a H.
Se confrontiamo il lavoro di "risalita" con quello di caduta del fluido risulta che:
{\displaystyle mgH\leq mgl\,\mathrm {sen} {\theta }.}
Infatti, per definizione di seno, vale che:
{\displaystyle mgH\leq mgl{\frac {H}{\sqrt {l^{2}-H^{2}}}}}
da cui si ottiene una disequazione vera per ogni valore della prevalenza.
La potenza massima ottenibile con una turbina è calcolabile con:
{\displaystyle P=\rho \cdot V\cdot g\cdot H}, dove:
dove P è la potenza (W), ρ la densità del fluido (kg/m³), V la portata volumetrica (m³/s), g è l'accelerazione di gravità (m/s²) ed H il salto motore, il dislivello fra il bacino superiore e la turbina sommate alle perdite di carico (metri).
Si noti che il prodotto ρV è pari alla portata massica, e quindi la potenza è ricavabile, per definizione di potenza, derivando il lavoro utile rispetto al tempo.
Il lavoro di una turbina è una complicazione del lavoro euleriano di una macchina rotante.
Il lavoro euleriano è il principio di funzionamento di una macchina rotante, e deve essere calcolato tenendo conto che quando l'osservatore e l'oggetto misurato si muovono a velocità diverse, è necessario comporre le forze in gioco con il triangolo delle forze.
L'osservatore, al solito, è fermo rispetto al rotore ed è un sistema di riferimento solidale con la pala (esempio tipico: osservatore seduto sulla pala).
Oltre alla velocità v assoluta, che è la velocità del fluido che colpisce sulla pala, l'osservatore vedrà anche una velocità periferica o di trascinamento u = ω · r, con direzione perpendicolare a r e proporzionale alla velocità angolare ω (giri/minuto).
L'osservatore in altre parole non vede la velocità assoluta v, ma la composizione w = u + v e nel moto relativo il lavoro è nullo. Fissando l'origine del sistema di riferimento (l'osservatore) sulla pala, i due organi si muovono assieme in modo solidale (alla stessa velocità) e fra i due non c'è spostamento, e quindi il lavoro è nullo.
La turbina è un sistema aperto che scambia massa ed energia con l'esterno.
Scrivendo la conservazione dell'energia per i sistemi aperti nel moto relativo (rispetto all'osservatore), il lavoro è nullo e non è visibile la velocità assoluta {\displaystyle v}:
Il grado di reazione in un sistema di pompe o turbine idrauliche è un parametro che quantifica la differenza tra l'energia disponibile per essere trasformata e l'energia effettivamente trasformata dall'unità. La formula per calcolare il grado di reazione è:  G=Hu'Hu−(2gv12)  Dove:
- G è il grado di reazione.
- Hu è il salto utile, espresso in metri.
- v1 è la velocità in entrata nella girante, espressa in metri al secondo.
- g è l'accelerazione di gravità, pari a 9.81s2m.  Questa formula è utilizzata per determinare quanto dell'energia totale disponibile viene effettivamente utilizzata per la trasformazione desiderata. Un grado di reazione più alto indica che una maggiore parte dell'energia disponibile viene trasformata, mentre un grado di reazione più basso indica che una parte significativa dell'energia rimane non utilizzata.  Il diagramma esplicativo della differenza di funzionamento tra stadi ad azione e stadi a reazione mostra come avviene la trasformazione dell'energia attraverso gli stadi di una pompa o di una turbina. Gli stadi ad azione utilizzano principalmente l'energia cinetica del fluido, mentre gli stadi a reazione sfruttano sia l'energia cinetica che quella statica. La differenza nei modi di funzionamento porta a diverse caratteristiche di prestazione e rendimento per ciascun tipo di stadio

## Tipologia e classificazione
Le turbine possono essere di diversi tipi. In particolare si possono classificare secondo:
- La geometria del flusso che le attraversa:

1. Turbina radiale, quando il flusso scorre dall'interno all'esterno (o viceversa) rispetto all'asse di rotazione della turbina.
2. Turbina assiale, quando il flusso scorre lungo l'asse di rotazione della turbina.
3. Turbina mista, quando il flusso scorre in modo intermedio rispetto all'asse e alla direzione radiale all'asse della turbina.

- La natura del fluido che le attraversa:

1. Turbine a fluido incompressibile, ovvero le turbine idrauliche.
2. Turbine a fluido compressibile, distinte a loro volta in turbine a vapore e turbine a gas.

- La modalità di conversione dell'energia:

1. Turbine ad azione o a corrente libera.
2. Turbine a reazione o a corrente forzata.

- L'evoluzione di espansione nel diagramma di stato del fluido che le attraversa:

1. Turbina a condensazione, nel quale lo stato finale del fluido all'uscita della turbina si trova nella regione bifase del diagramma di stato.
2. Turbina a contropressione, nel quale lo stato finale del fluido all'uscita dalla turbina è monofase.

- La loro potenza:

1. Turbina di grande potenza.
2. Turbina di media potenza.
3. Turbina di piccola potenza.

- I criteri costruttivi, e in particolare:

1. Il numero di stadi: si distingue tra turbine monostadio e pluristadio.
2. Il numero di corpi: si distingue tra turbine monocilindriche o pluricilindriche (quest'ultime hanno corpi di alta, media e bassa pressione).
3. Il numero di flussi in bassa pressione.
4. Il numero di linee di assi (o alberi): si distingue tra turbine a un'unica linea d'asse (tandem-compound) e o a doppia linea d'asse (cross-compound).

## Grado di reazione

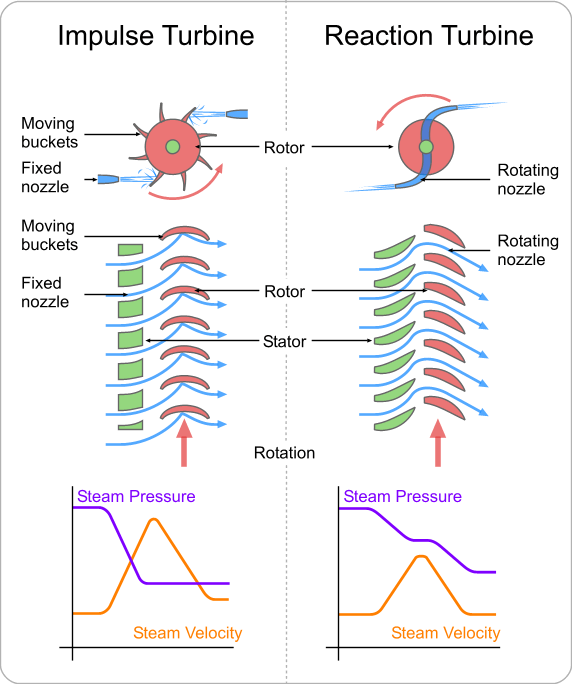
Diagramma esplicativo della differenza di funzionamento tra stadi ad azione e stadi a reazione

Il grado di reazione è definibile come un numero che quantifica l'energia che rimane da trasformare rispetto all'energia totale utile.
{\displaystyle G={\frac {[H_{u}-({\frac {v_{1}{2}}{2g}})]}{H_{u}}}}
{\displaystyle H_{u}=} salto utile, espresso in {\displaystyle [m]}.
{\displaystyle v_{1}=} velocità in entrata nella girante, espressa in {\displaystyle [{\frac {m}{s}}]}.
{\displaystyle g=} accelerazione di gravità nei pressi della superficie terrestre, pari a 9,81 {\displaystyle [{\frac {m}{s^{2}}}]}.

### Turbina ad azione
La turbina ad azione è un tipo di turbina nella quale tutta l'energia potenziale derivante dal salto utile dell'impianto viene trasformata in energia cinetica nel distributore. Di conseguenza, tutta l’energia cinetica che possiede l’acqua all’ingresso della girante si trasforma in energia meccanica. Un esempio lampante è la Pelton.

### Turbina a reazione
La turbina a reazione è un tipo di turbina nella quale l'energia potenziale derivante dal salto utile dell'impianto viene trasformata in energia cinetica solo in una percentuale dal distributore, mentre il resto viene lasciato alla girante.
Le più conosciute sono la Francis e la Kaplan.

### Turbina mista
Questo tipo di turbina comporta, sull'arrivo ad alta pressione, qualche girante che funziona ad azione, seguita, sulla parte a bassa pressione, da un tamburo con palette mobili, che costituisce uno stadio a reazione.

## Ulteriori tipi di turbine
- Turbina a vapore
- Turbina a gas (turbomacchina)
- Turbina idraulica
- Generatore eolico
- Turbina Pelton

## Applicazioni
La turbina può essere applicata:
- nei motori a getto per ottenere propulsione;
- nei motori turbocompressi o con compressore centrifugo per ottenere propulsione;
- negli impianti per la produzione di energia elettrica dalla trasformazione dell'energia idraulica o dell'energia termica in moto rotatorio (per azionare un alternatore), come ad esempio nelle centrali idroelettriche, centrali termoelettriche, centrali nucleari, etc.